# Blypotehus nodicornis
Blypotehus nodicornis är en skalbaggsart som först beskrevs av Lewis 1906.  Blypotehus nodicornis ingår i släktet Blypotehus och familjen stumpbaggar. Inga underarter finns listade i Catalogue of Life.